# Medkovets (obchtina)
Medkovets (bulgare : Медковец) est une obchtina de l'oblast de Montana en Bulgarie.